# Montpellier-de-Médillan
Montpellier-de-Médillan is een gemeente in het Franse departement Charente-Maritime (regio Nouvelle-Aquitaine) en telt 506 inwoners (1999). De plaats maakt deel uit van het arrondissement Saintes.

## Geografie
De oppervlakte van Montpellier-de-Médillan bedraagt 14,8 km², de bevolkingsdichtheid is 34,2 inwoners per km².
De onderstaande kaart toont de ligging van Montpellier-de-Médillan met de belangrijkste infrastructuur en aangrenzende gemeenten.

## Demografie
Onderstaande figuur toont het verloop van het inwonertal (bron: INSEE-tellingen).